# Lotus 18
Lotus 18 – samochód wyścigowy zbudowany przez Team Lotus i uczestniczący w Formule 1, Formule 2 i Formule Junior.
Projektant samochodu, Colin Chapman, zrezygnował z przestarzałego projektu silników umieszczonych z przodu (który stosował w modelach 12 i 16) i zdecydował się na umieszczenie silnika przed tylną osią; był to pierwszy samochód Lotusa o takiej konstrukcji. Samochód był lekki, mocny i o prostej konstrukcji, co pozwoliło mu być konkurencyjnym w wyścigach; modelem 18 Stirling Moss odniósł pierwsze zwycięstwo dla Lotusa jako konstruktora (w Grand Prix Monako 1960). Samochód okazał się komercyjnym sukcesem, sprzedając się w około 150 egzemplarzy.